# Pixie Davies
Pixie Love Davies (* 9. Dezember 2006 in England) ist eine britische Schauspielerin und Synchronsprecherin.

## Leben
Davies wuchs in London mit einer älteren Schwester und einem älteren Bruder auf. Ihre erste Rolle hatte sie 2012 als Cally Caleigh in drei Episoden der Mini-Fernsehserie The Secret of Crickley Hall. Im gleichen Jahr hatte sie eine Besetzung im Film Nativity 2: Danger in the Manger!, in dessen Fortsetzung Nativity 3: Dude, Where's My Donkey?! aus 2014 erneut in derselben Rolle zu sehen war. 2013 wirkte sie in drei Episoden der Mini-Fernsehserie The White Queen als Prinzessin Elizabeth mit. Von 2015 bis 2018 spielte sie die Rolle der Sophie Hawkins in insgesamt 23 Episoden der Fernsehserie Humans. 2016 hatte sie eine Besetzung im Film Die Insel der besonderen Kinder, 2018 in Mary Poppins’ Rückkehr. Außerdem ist sie seit 2018 in der Zeichentrickserie Das Haus der 101 Dalmatiner als Synchronsprecherin zu hören.

## Filmografie

### Schauspiel
- 2012: The Secret of Crickley Hall (Mini-Fernsehserie, 3 Episoden)
- 2012: Nativity 2: Danger in the Manger!
- 2013: The White Queen (Mini-Fernsehserie, 3 Episoden)
- 2014: Utopia (Fernsehserie, Episode 2x02)
- 2014: Out of the Dark
- 2014: Nativity 3: Dude, Where's My Donkey?!
- 2015: Mr. Hoppys Geheimnis (Roald Dahl's Esio Trot) (Fernsehfilm)
- 2015–2018: Humans (Fernsehserie, 23 Episoden)
- 2016: Die Insel der besonderen Kinder (Miss Peregrine’s Home for Peculiar Children)
- 2018: Mary Poppins’ Rückkehr (Mary Poppins Returns)
- 2020: Unser Mann in Amerika (Vores mand i Amerika)

### Synchronsprecher
- seit 2018: 101 Dalmatian Street (Zeichentrickserie, verschiedene Rollen)